# Phenacogaster retropinnus
Phenacogaster retropinnus är en fiskart som beskrevs av De Lucena och Luiz R. Malabarba 2010. Phenacogaster retropinnus ingår i släktet Phenacogaster och familjen Characidae. Inga underarter finns listade i Catalogue of Life.